# مرسی مطروح
مَرسی مَطروح نام یکی از شهرهای مصر است. این شهر که در کرانهٔ دریای مدیترانه واقع شده مرکز استان مطروح است. فاصلهٔ این شهر از شهر اسکندریه ۲۴۰ کیلومتر به سوی غرب است.